# Институт тропической медицины имени Бернхарда Нохта

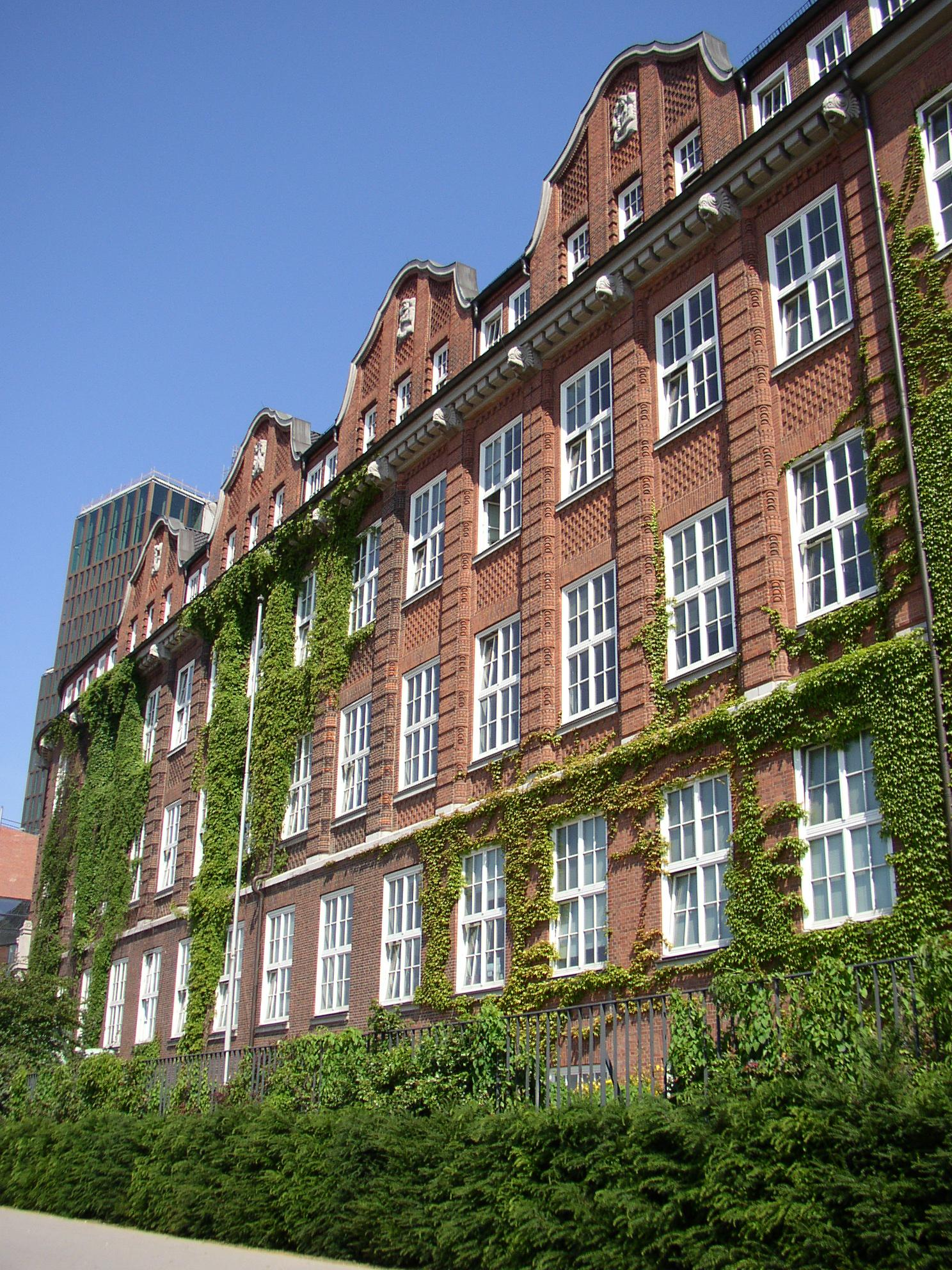
Институт тропической медицины имени Бернхарда Нохта в Гамбурге

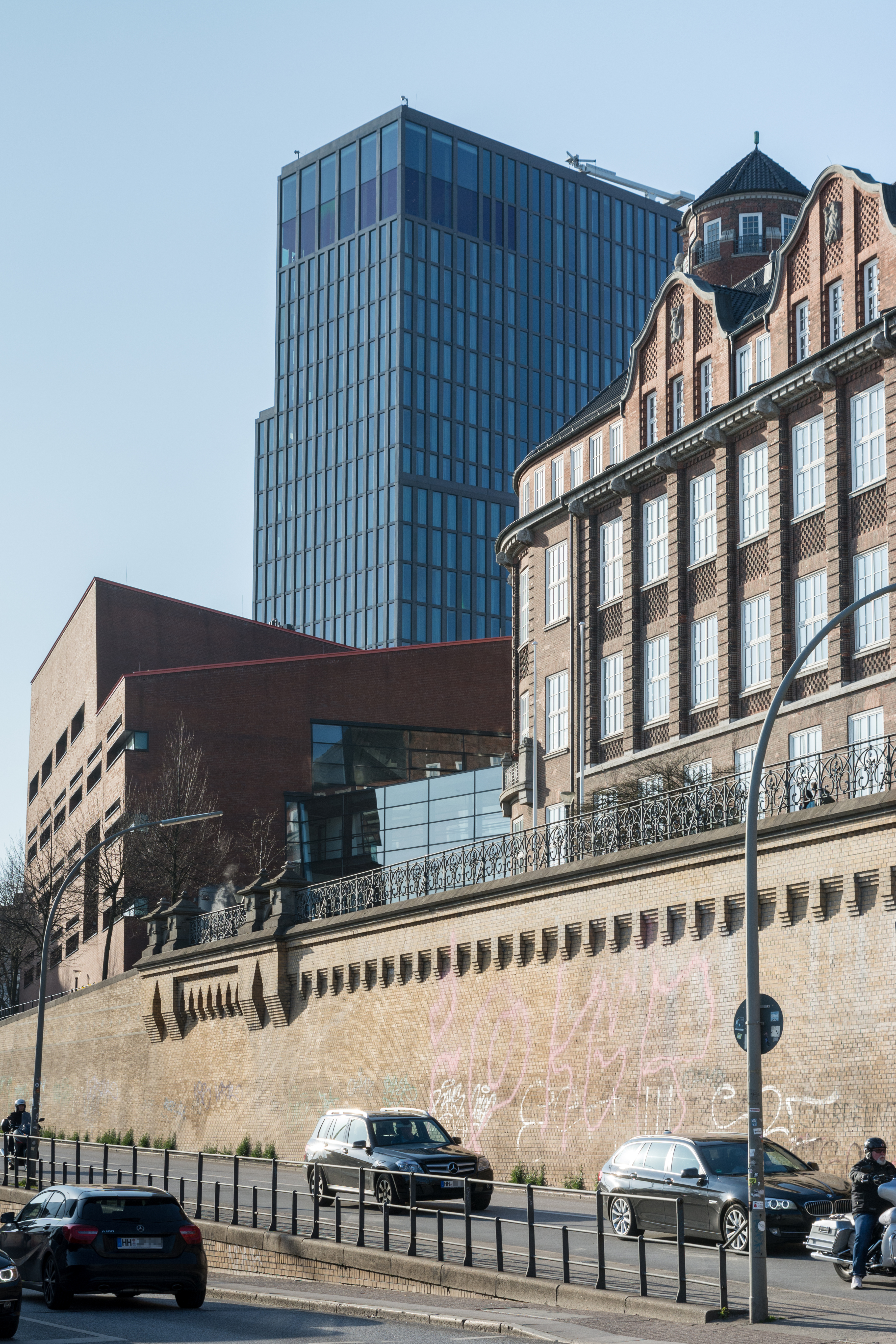

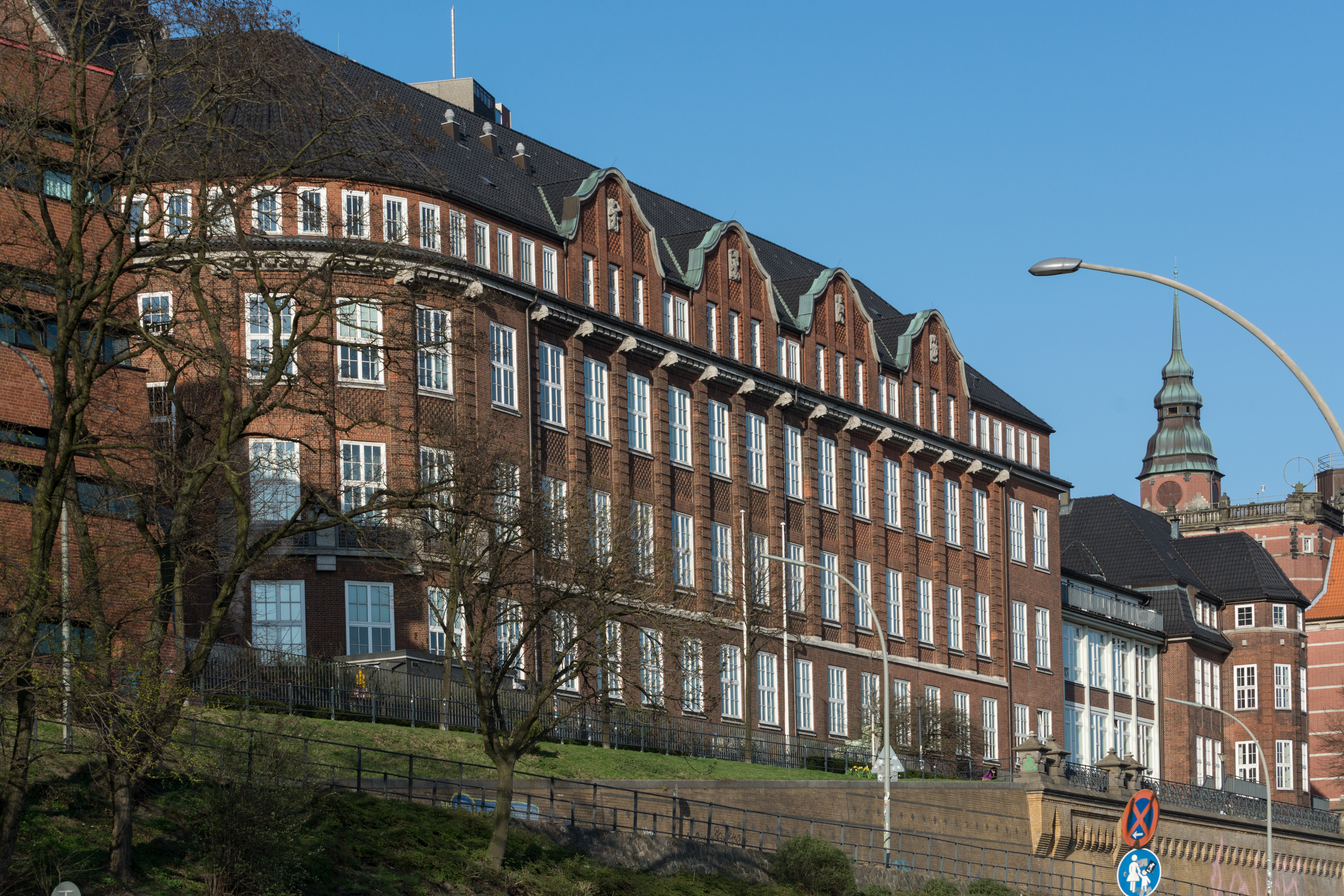

Институт тропической медицины имени Бернхарда Нохта (нем. Bernhard Nocht Institute für Tropenmedizin (BNI)) — крупнейшее в Германии и Европе учреждение для научных исследований, здравоохранения и образования в области тропических болезней и возникающих инфекций. Базируется в Гамбурге.
Входит в структуру Федерального министерствв здравоохранения Германии и правительственного Агентства по социальным вопросам, делам семьи, охране здоровья и окружающей среды Гамбурга.

## История
1 октября 1900 года был открыт «Институт морских и тропических болезней» в бывшем административном здании военно-морского госпиталя в Гамбурге. Бернхард Нохт (1857—1945), военно-морской врач был назначен смотрителем и директором клиники.
В 1942 году название института было изменено на «Институт морских и тропических болезней Бернхарда Нохта» в честь 85-летия основателя. С 1990 года носит своё нынешнее название.
В 2006 году при Университетской клинике Гамбург-Эппендорф была создана специализированная стационарная институтская больница.

## Деятельность
Исследования в BNI включают клинические исследования, выяснение эпидемиологии и борьбу с болезнями, а также изучение биологии патогенных микроорганизмов и их носителей и переносчиков инфекции. В настоящее время акцент делается на малярию, геморрагических вирусах лихорадки, туберкулёза и тканевых гельминтозов.
Институт имеет максимальный уровень биобезопасности (BSL4) лаборатории и безопасный инсектарий (BSL3) для обработки высокопатогенных вирусов и заражённых насекомых.
Последние выдающиеся научные достижения BNI включают выявление коронавируса SARS и открытие неизвестной ранее стадии развития малярийного паразита в организме человека.
Исследования Института внесли существенный вклад в достижение общего национального значения и включают в себя специальную лабораторную диагностику тропических и других редких заболеваний, предполагают тесное сотрудничество с немецкими вооруженными силами на предмет медицинского обслуживания во время действий в тропических зонах, а также ценные рекомендации для науки, промышленности, политики и широкой общественности.
Институт сотрудничает с университетом им. Кваме Нкрума (Гана), у которого имеется лабораторный комплекс — Кумаси-Центр совместных исследований тропической медицины.
Сегодня в штате Института около 400 сотрудников, работающих в Гамбурге и Кумаси.

## Достижения
- В 1904 году бактериолог, заведующий кафедрой химии Густав Гимза создал раствор, используемый при окраске по Романовскому — Гимзе.
- В 1916 бразильский инфекционист Энрике Роша Лима определил возбудителя эпидемического сыпного тифа, который он выделил в чистой культуре.
- В 1918 Энрике Роша Лима определил бактерии Боррелии, как возбудителя Траншейной (Волынской) лихорадки.
- В 1930-х годах гельминтолог Ханс Фогель описал цикл развития Opisthorchis felineus. Подробно изучил и описал жизненный цикл и этиологию Echinococcus multilocularis. эксперименте,
- 1950 Ханс Фогель доказал, что макаки могут иметь иммунитет к Schistosoma japonicum, вызывающем шистосомоз.
- В 1961 Х. Фогель описал жизненный цикл Альвеококка.
- В 1968 д-р Мюллер идентифицировал вирус Марбург, вызывающий геморрагическую лихорадку Марбург.
- 1985 в рамках совместного проекта с американскими учеными Полом Раксом и Кларой Теннер-Рац установлено, что у пациентов, инфицированных ВИЧ, массивная репликация вируса происходит в лимфатических узлах .
- 2003 вирусологи Института идентифицировали вирус атипичной пневмонии, как коронавирус.